# Aurila macropunctata
Aurila macropunctata är en kräftdjursart som först beskrevs av Bold 1946.  Aurila macropunctata ingår i släktet Aurila och familjen Hemicytheridae. Inga underarter finns listade.